# Боллингтон
Боллингтон (англ. Bollington) ― город и административный округ в графстве Чешир, к востоку от Престбери. В средние века он был частью поместья графа Честера, Макклсфилд и древнего прихода Престбери. По данным переписи населения 2021 года, население прихода составляло 7 944 человека, а в застроенной местности ― 7 235 человек.
Боллингтон расположен на реке Дин и канале Макклсфилд, на юго-западной окраине района Пик-Дистрикт. Над городом на холме Керридж возвышается монумент Белая Нэнси, построенный в память о битве при Ватерлоо.

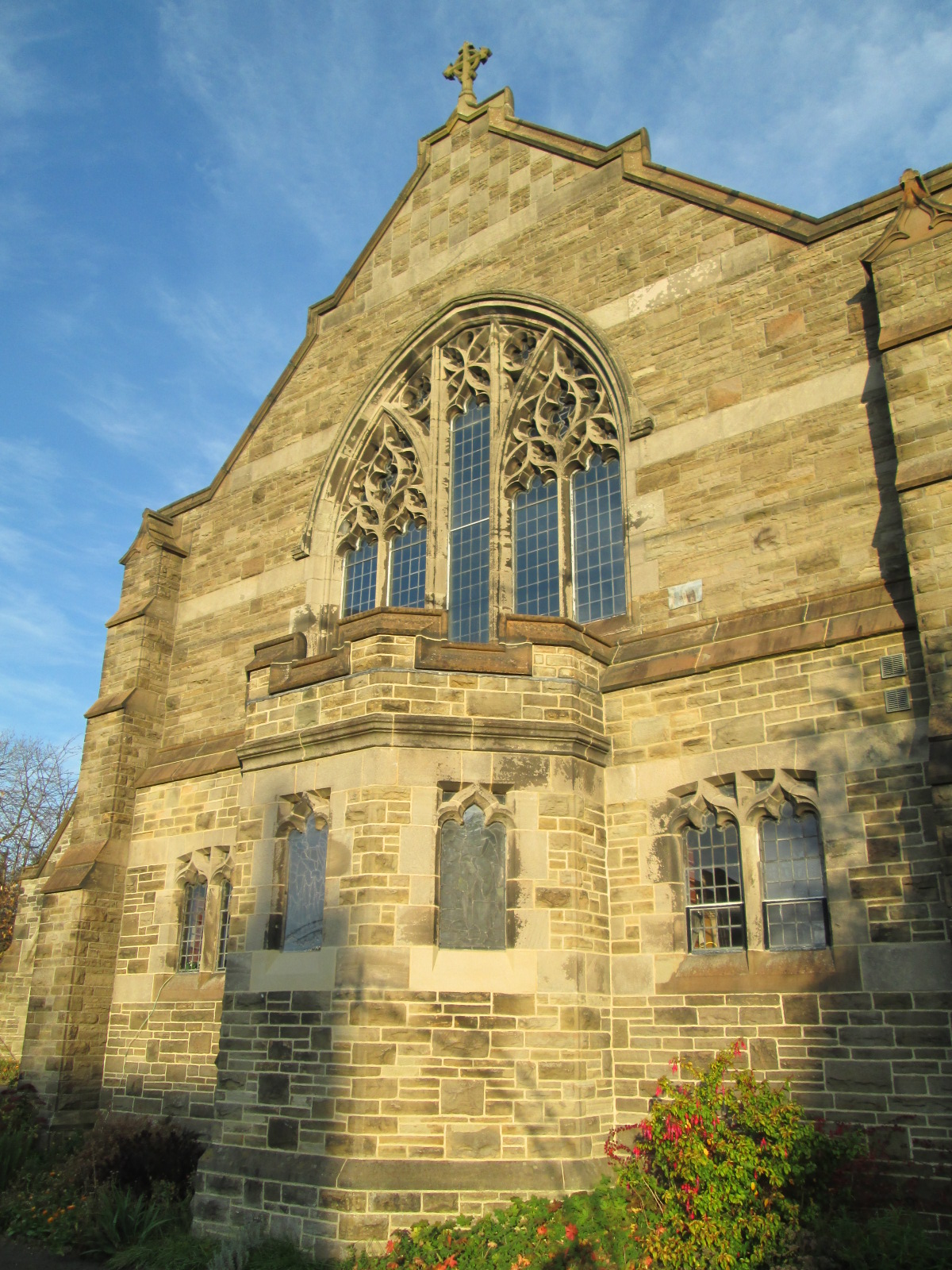
Церковь Святого Освальда

С конца 18-го и до середины 20-го веков Боллингтон был крупным центром хлопкопрядения. Фабрика Уотерхаус, ныне разрушенная, недалеко от Веллингтон-роуд, когда-то производила лучший хлопок в мире и пользовалась спросом у кружевниц Ноттингема и Брюсселя.
Мельница Кларенса все еще стоит. Нижние этажи остаются коммерческими, но верхние переоборудованы под жилые помещения. Одной из старейших сохранившихся мельниц в Боллингтоне является очень маленькая мельница Дефайенс, построенная на Куин-стрит около 1800 года и в настоящее время восстановленная для проживания.
В Боллингтоне есть два уровня местного самоуправления, на уровне гражданского округа (города) и унитарной власти: городской совет Боллингтона и совет Чешир-Ист. Городской совет расположен в ратуше на Веллингтон-роуд.
Город входит в состав Вестминстерского избирательного округа Макклсфилд, который с 2024 года представляет член парламента от Лейбористской партии Тим Рока.
Боллингтон известен своей каменной башней Уайт-Нэнси, расположенной на вершине холма Керридж. Этот памятник 1817 года постройки, посвященный победе в битве при Ватерлоо, высотой около 6 метров, выкрашенный в белый цвет, виден издалека, начиная с Шропшира и западных холмов Чешира. Первоначально в нем был вход во внутренние помещения, где посетитель мог оказаться в единственной комнате с каменными скамьями и круглым столом. Однако, как сообщается, в 20 веке вход был закрыт из-за актов вандализма.
Каждые пять или шесть лет, начиная с 1964 года, в городе проводится Боллингтонский фестиваль, который длится две с половиной недели и включает в себя широкий спектр общественных мероприятий: от концертов, театральных постановок, оперы, художественных выставок до краеведческих мероприятий, научных мероприятий и конкурсов. Последний фестиваль был в 2019 году, а следующий запланирован на 2026 год (отложен из-за COVID-19 и финансовых условий).
Каждый год в сентябре проводится десятидневный пешеходный фестиваль, посвященный физическим упражнениям и свежему воздуху, а также красоте окружающей сельской местности, западных холмов Пик-Дистрикт.
В Боллингтоне ежегодно в канун Рождества устраивают Рождественские гимны вокруг рождественской елки.
Каждый год в середине дня на Рождество в White Nancy играет духовой оркестр.
В городе есть несколько церквей. Приходская церковь Святого Иоанна Крестителя закрылась в 2006 году, и единственной англиканской церковью осталась церковь Святого Освальда на Боллингтон-Кросс. Церковь Святого Григория на Веллингтон-роуд является римско-католическим храмом в городе. Методистская церковь на Веллингтон-роуд, относящаяся ко второму классу, была закрыта для богослужений и продана.